# Испытательный срок (уголовное право)
Испытательный срок — отдельный отрезок времени, данный осужденному при условном осуждении, в течение которого он не должен совершать преступлений и любых других правонарушений. Испытательный срок при условном осуждении может быть установлен на срок от 6 месяцев до 5 лет.
Кроме профилактического наблюдения (ст. 81 УК РФ) на условно осужденного могут возлагаться обязанности принести извинения потерпевшему, устранить причиненный вред, поступить на работу или учёбу, пройти курс лечения от хронического алкоголизма, наркомании, токсикомании или венерического заболевания. При этом следует отличать прохождение курса лечения при условном осуждении от принудительных мер безопасности и лечения, назначаемых и прекращаемых судом в соответствии со ст. 107 УК РФ.
Контроль за осужденным осуществляют органы МВД. Суд может поручить наблюдение за несовершеннолетним и проведение с ним воспитательной работы одновременно частному лицу с его согласия.
Если осужденный, несмотря на официальное предупреждение, не выполняет возложенные на него обязательства, неоднократно нарушает общественный порядок, за что к нему дважды применялись меры административного взыскания, то по представлению органа МВД (либо частного лица) суд может отменить условное неприменение наказание и направить осужденного для отбывания назначенного наказания. Если осужденный в течение испытательного срока совершил новое преступление, то окончательное наказание назначается по правилам о совокупности приговоров.